# Claosaurus
A Claosaurus, (jelentése 'törött gyík', az ógörög κλαο / klao 'törött' és σαυρος / szaürosz 'gyík' szavak összetételéből, a fosszíliák hiányos állapotára utalva) a kezdetleges hadrosaurida dinoszauruszok egyik neme, amely a késő kréta korban (a santoni korszakban) élt. A többi hadrosauridához hasonlóan növényevő volt.

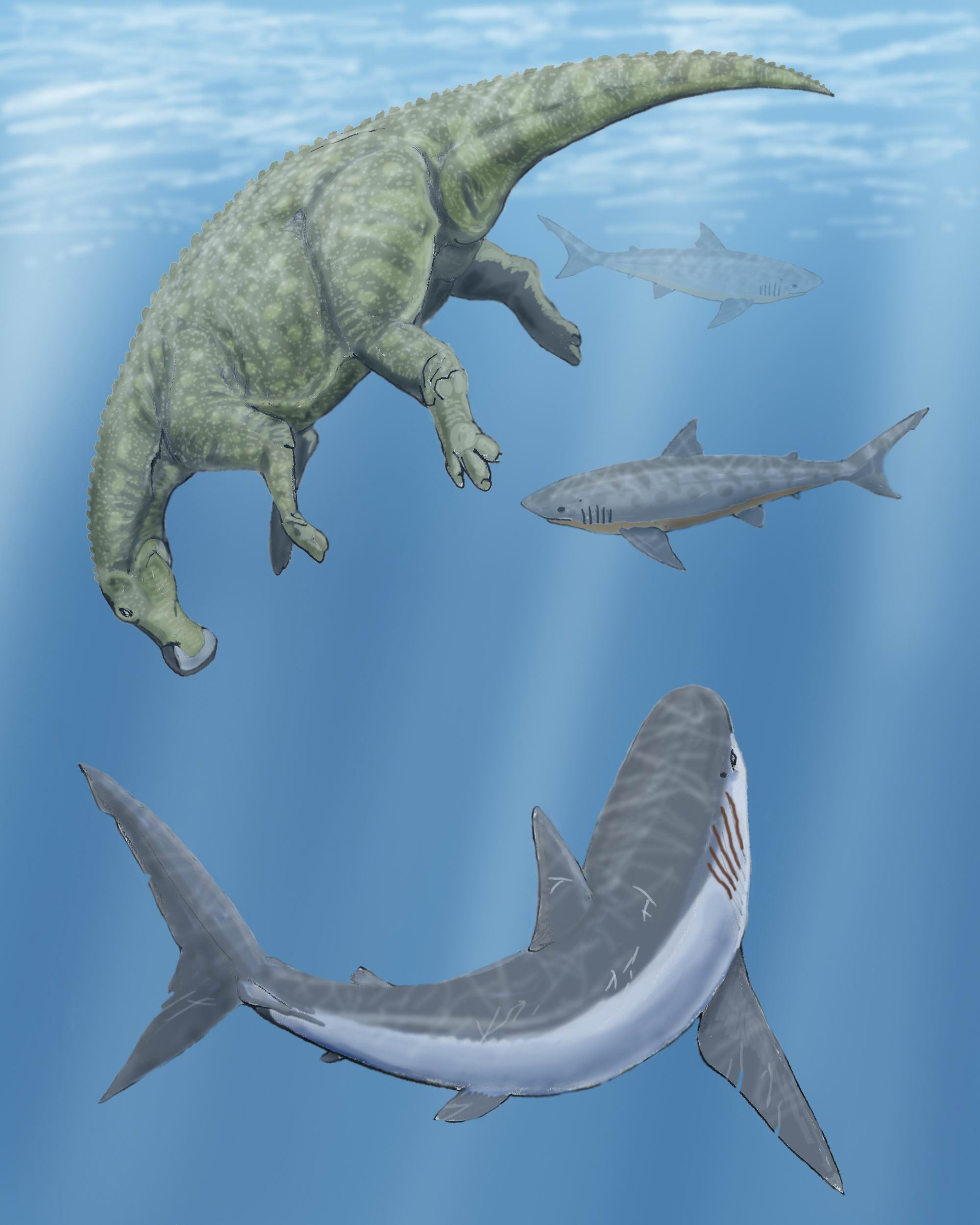
Egy Claosaurus teteme körül köröző Cretoxyrhina és két Squalicorax, a Nyugati Belső Víziúton

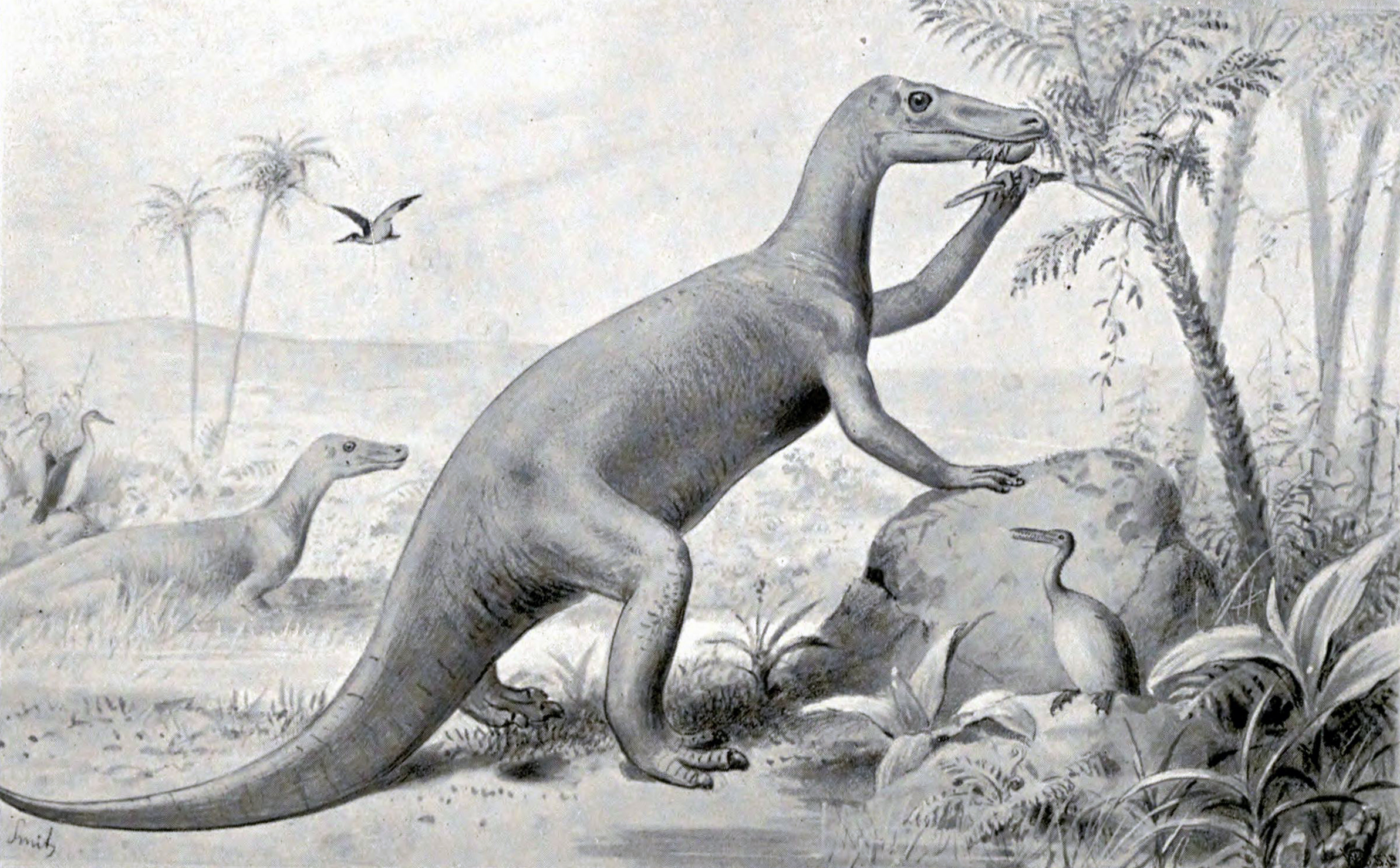
A Claosaurus korai rekonstrukciója

A létére vonatkozó első bizonyítékokat, egy hiányos koponya darabjait és egy összefüggő koponya alatti (posztkraniális) csontvázat a Smoky Hill folyó közelében fedezték fel az egyesült államokbeli Kansasben. Eredetileg a Hadrosaurus agilis nevet kapta (Marsh, 1872), de 1890-ben, mikor nyilvánvalóvá vált, hogy nagy a különbség a példány és a Hadrosaurus között, Claosaurus agilis néven új nembe sorolták be.
A Claosaurus karcsú testtel, vékony lábfejekkel, hosszú lábakkal, kis karokkal és hosszú, merev farokkal rendelkezett. A hossza elérhette a 3,5 métert, a tömege pedig 475 kilogramm körül lehetett. Úgy tűnik, hogy a hátsó lábain járt, és csak a legeléshez ereszkedett négy lábra.
Marsh eredeti, 1872-es leírása szerint:
 1. O. C. MARSH: Feljegyzés egy új Hadrosaurus fajról. A Yale College által tavaly (1871) nyáron begyűjtött hüllő maradványok nagyobb részét egy kis Hadrosaurus csontjai képezték, melyeket az író fedezett fel a kréta időszaki kék palában, a Smoky Hill folyó közelében, Nyugat-Kansasben. Ez a példány valamivel kisebb volt, mint a New Jersey-i H. minor Marsh és alig valamivel nagyobb volt a Leidy-féle H. Foulkei egyharmadánál. A részei karcsúbbak, a farka jóval hosszabb. A nyakcsigolya aránylag rövidebb, mint a H. Foulkeié, a farokcsigolyái pedig tömörebbnek tűnnek. Egyes disztális farokcsigolyák laterális felszínén longitudinális taraj található. A keresztcsont, amely hat összeforrott csigolyából áll, 414 mm hosszú. Az első farokcsigolya hossza 62 mm. A lábfejek majdnem épek és aránylag vékonyabbak, mint ahogy az a többi faj alapján várható lenne. A harmadik lábközépcsont 235 mm hosszú, a disztális végének átmérője pedig 77 mm. Ez a faj, ami talán a Hadrosaurus agilis nevet kapja, hamarosan teljes leírásra kerül ebben a Folyóiratban.
Yale Egyetem, New Haven, 1872. március 19.
1892-ben, Marsh elnevezett egy második fajt, a C. annectenst. Ezt a fajt később átsorolták az Anatosaurus, majd az Edmontosaurus nembe, ahol jelenleg is található. 1903-ban G. R. Wieland elnevezte a harmadik fajt, a C. affinist, melyet a C. annectenshez hasonlított. A C. affinis a dél-dakotai Pierre-palából származó fosszílián alapult, amit egy óriás tengeri teknős, az Archelon maradványaival együtt találtak meg. A leírás elkészülte után az új faj töredékes maradványai összekeveredtek a C. agilis eredeti leletanyagával és a C. agilis egyik lábujjcsontját tévedésből a holotípus egyetlen megtalált részének hitték. Joseph Gregory 1948-ban helyreigazítást eszközölt, miután a Yale gyűjteményében rátalált egy nagy méretű hadrosaurida jobb lábfejéhez tartozó három lábujj csontra, melyek hasonló állapotban őrződtek meg, mint a Pierre-palában talált teknős maradványok, emellett pedig Wieland kézírásával készült címkékkel voltak ellátva. Gregory rájött, hogy a lábujj csontok a méretüket tekintve nagyon hasonlítanak Marsh Claosaurus annectensének megfelelő csontjaira, de idősebb kora és maradványai töredékes volta miatt nem sorolta át a fajt. A „C. affinist” Jack Horner és kollégái a hadrosauridákról szóló 2004-es áttekintésükben kétséges nemnek ítélték. Beszámoltak róla, hogy a típuspéldány elveszett, de csak egyetlen lábujj csontról írtak, ellentétben Gregoryval, aki hármat jegyzett fel.
A Claosaurushoz kapcsolódó gasztrolitokról szóló beszámolók valójában kettős téves azonosítás eredményei. Először is a példány valójában egy Edmontosaurus annectens. Barnum Brown, aki 1900-ban felfedezte a fosszíliát, a Claosaurushoz kapcsolta, mivel az E. annectenst akkoriban e nem fajának tartották. Emellett valószínűbb, hogy a feltételezett gasztrolitok a tetemmel együtt eltemetődött kavicsok.

## Fordítás
- Ez a szócikk részben vagy egészben a Claosaurus című angol Wikipédia-szócikk ezen változatának fordításán alapul.  Az eredeti cikk szerkesztőit annak laptörténete sorolja fel. Ez a jelzés csupán a megfogalmazás eredetét és a szerzői jogokat jelzi, nem szolgál a cikkben szereplő információk forrásmegjelöléseként.